# كاثي أونيل
كاثرين ("كاثي") هيلين أونيل (بالإنجليزية: Catherine O'Neil) هي مؤلفة وعالمة رياضيات وعالمة بيانات أمريكية، ولدت في 1972 في الولايات المتحدة. وهي مؤلفة كتاب "أسلحة تدمير الرياضيات" الأكثر مبيعًا في نيويورك تايمز، وأعمدة الرأي في بلومبرج فيو. كانت كاثرين أونيل ناشطةً في حركة احتلوا.

## التعليم والوظيفة
التحقت أونيل بجامعة كاليفورنيا في بيركلي عندما كانت لا تزال طالبةً جامعية، وحصلت على درجة الدكتوراه. حصلت على درجة الدكتوراه في الرياضيات من جامعة هارفارد عام 1999، وبعد ذلك شغلت مناصب في أقسام الرياضيات في معهد ماساتشوستس للتكنولوجيا وكلية بارنارد، تركت المجال الأكاديمي في عام 2007، وعملت لمدة أربع سنوات في قطاع التمويل.
بعد أن أصبحت محبطةً من عالم المال، انخرطت أونيل في حركة احتلوا وول ستريت، وشاركت في مجموعتها المصرفية البديلة.
تدير أونيل مدونة mathbabe.org وهي مساهمة في Bloomberg View. 
كتابها الأول، "القيام بعلم البيانات" ، كتبته مع راشيل شوت ونشرته في عام 2013. في عام 2016، نُشر كتابها الثاني، أسلحة الدمار الرياضي، وتم إدراجه في القائمة الطويلة لجائزة الكتاب الوطني للكتب الواقعية وأصبح من أكثر الكتب مبيعًا في صحيفة نيويورك تايمز.
كتاب ثالث، آلة العار: من يربح في عصر الإذلال الجديد، نُشر في مارس 2022.
وهي مؤسسة شركة O'Neil Risk Consulting & Algorithmic Auditing (ORCAA)، وهي شركة تدقيق خوارزمي.

## وصلات خارجية
- الموقع الرسمي
- كاثي أونيل على موقع IMDb (الإنجليزية)